# Tauste
Tauste – gmina w Hiszpanii, w prowincji Saragossa, w Aragonii, o powierzchni 405,23 km². W 2011 roku gmina liczyła 7382 mieszkańców.